# Lupionópolis
Lupionópolis es un municipio del Estado del Paraná. Se localiza en el Extremo norte del estado, su población estimada en el censo de 2006 era de 4.753 Hab. Por localizarse en el Extremo norte del Estado y a causa de su baja altitud predomina el clima SubTropical, donde los Veranos son calientes y los Inviernos fríos raramente con heladas. Lupionópolis pertenece junto a 21 municipios más a la microrregión de Astorga.
El día 11 de mayo es feriado municipal, fecha en que es comemorado el aniversario del Municipio.

## Curiosidades
- En 2023, el cantautor italiano Peppe Voltarelli publicó un álbum titulado La grande corsa verso Lupionòpolis (La gran carrera hacia Lupionòpolis).